# Avalonnectes arturi
L'avalonnecte (Avalonnectes arturi) è un rettile marino estinto, appartenente ai plesiosauri. Visse all'inizio del Giurassico inferiore (Hettangiano, circa 199 milioni di anni fa) e i suoi resti fossili sono stati ritrovati in Europa (Inghilterra). È considerato uno dei più antichi plesiosauri noti.

## Descrizione
Questo animale era di piccole dimensioni se rapportato ai suoi più stretti parenti vissuti in epoche successive, come Rhomaleosaurus e Macroplata. In totale, Avalonnectes doveva essere lungo circa 2 metri. Il cranio è conosciuto solo parzialmente, ma dovrebbe essere stato tipicamente piatto come quello della maggior parte dei plesiosauri primitivi. Il dorso possedeva solo 18 -19 vertebre, e ciò rappresenta una peculiarità rispetto ad altri animali simili. Come tutti i plesiosauri, anche Avalonnectes doveva possedere un corpo piatto e quattro strutture simili a pagaie adatte al nuoto. 

## Classificazione
Avalonnectes è noto grazie all'olotipo NHMUK 14550, ovvero la parte posteriore di un cranio, uno scheletro quasi completo in connessione anatomica e un altro scheletro parziale privo di cranio. Entrambi i reperti provengono dalla zona di Street, nel Somerset, e sono stati rinvenuti nella formazione Blue Lias, risalente probabilmente ai primissimi tempi del Giurassico inferiore.
Avalonnectes è considerato un rappresentante dei romaleosauridi, un gruppo di plesiosauri primitivi caratterizzati da colli moderatamente allungati e da teste lunghe e piatte. Un'analisi filogenetica del 2012 indica che Avalonnectes potrebbe essere stato più derivato rispetto a Stratesaurus e Macroplata, ma più basale di forme come Eurycleidus, Maresaurus, Meyerasaurus, Rhomaleosaurus e Archaeonectrus.

## Significato del nome
Il nome generico Avalonnectes deriva da Avalon, un'isola della leggenda di re Artù, spesso identificata con Glastonbury nei pressi di Street (dove sono stati trovati i fossili) e dal greco nektes ("nuotatore"). L'epiteto specifico, arturi, è in onore del paleontologo Arthur Cruickshank (1932 - 2011), che iniziò un processo di revisione dei fossili di plesiosauri del Giurassico inferiore negli anni Novanta. L'epiteto arturi è anche un riferimento al leggendario re Artù del folclore inglese.